# Mazówki (osada)
Mazówki – osada w Polsce położona w województwie śląskim, w powiecie kłobuckim, w gminie Miedźno.